# Nacella
Nacella es un género  de verdaderas lapas, moluscos gasterópodos marinos sureños de agua fría de la familia Nacellidae.
Estas lapas se encuentran en la zona litoral y la zona sublitoral de las aguas antárticas y subantárticas, incluidas (Tierra del Fuego, isla Macquarie, isla Kerguelen e islas Heard y McDonald). La concha de color marrón grisáceo es suboval y aplanada y las nervaduras de la concha son bastante planas. El interior brillante de la concha es de color óxido o marrón chocolate.

## Especies
Las especies dentro del género Nacella incluyen:
- Nacella clypeater  R. P. Lesson, 1831  - Lapa de Cobre Chilena
- Nacella concinna  Strebel, 1908 [2]
- Nacella deaurata  J. F. Gmelin, 1791  - Lapa de cobre patagónica
- Nacella delesserti  Philippi, 1849 [2]
- Nacella edgari  Powell, 1957 [2]
- Nacella flammea  Gmelin, 1791
- Nacella kerguelenensis (E. A. Smith, 1877)
- Nacella macquariensis Finlay, 1927
- Nacella magellanica  J. F. Gmelin, 1791  - Lapa de cobre de Magallanes
- Nacella mytilina  Helbling, 1779
- Nacella terroris (Filhol,1880)
- Nacella yaghana sp. nov. González-Wevar & Nakano, 2019[2]

Especies puestas en sinonimia
- Nacella cernica H. Adams, 1869: sinónimo de Cellana livescens (Reeve, 1855)
- Nacella chiloensis (Reeve, 1855): sinónimo de Nacella magellanica (Gmelin, 1791)
- Nacella compressa Verco, 1906: sinónimo de Naccula compressa (Verco, 1906)
- Nacella concinna  H. Strebel, 1908  - Lapa antártica, Lapa polar sur: sinónimo de Nacella polaris (Hombron & Jacquinot, 1841)
- Nacella crebristriata Verco, 1904: sinónimo de Asteracmea crebristriata (Verco, 1904)
- Nacella delicatissima Strebel, 1907: representa morfotipos particulares de Nacella deaurata (Gmelin, 1791)[2]
- Nacella flexuosa Hutton, 1873: sinónimo de Cellana radians (Gmelin, 1791)
- Nacella fuegiensis  L. A. Reeve, 1855   - Lapa de Tierra del Fuego: sinónimo de Nacella deaurata (Gmelin, 1791)
- Nacella mytiloides Schumacher, 1817: sinónimo de Nacella mytilina (Helbling, 1779)
- Nacella parva Angas, 1876: sinónimo de Naccula parva (Angas, 1876)
- Nacella peltoides Carpenter, 1864: sinónimo de Williamia peltoides (Carpenter, 1864)
- Nacella polaris (Hombron & Jacquinot, 1841): sinónimo de Nacella concinna (Strebel, 1908)[2]
- Nacella stowae Verco, 1906: sinónimo de Asteracmea stowae (Verco, 1906)
- Nacella subspiralis Carpenter, 1864: sinónimo de Williamia subspiralis (Carpenter, 1864)
- Nacella venosa (Reeve, 1855): sinónimo de Nacella magellanica (Gmelin, 1791)